# Hans Gunnarsson
Hans Gunnarsson (Finspång, 1966) è uno scrittore e sceneggiatore svedese.
Gunnarsson scrive generalmente racconti brevi in stile realistico, dove affronta numerosi temi legati all'ambiente sociale. La sua scrittura risente della grande tradizione della prosa svedese e nordica, nella brevità delle frasi, nell'andamento semplice del periodo. Gunnarsson afferma che la sua predilezione per la prosa breve, ossia per la frammentarietà della narrazione, dipende dalla sua insofferenza a seguire i destini di un personaggio principale.

## Sceneggiature
- Någon annanstans i Sverige 2011
- Ping-pongkingen 2008
- Arn - Riket vid vägens slut 2008
- Arn - L'ultimo cavaliere (Arn - Tempelriddaren) 2007
- Evil - Il ribelle (Ondskan) 2003
- Leva livet 2001

## Opere
- Bakom glas (Dietro il vetro) 1996
- Februari (Febbraio) 1999
- En kväll som den här (Una sera come questa) 2001
- En jävla vinter (Un maledetto inverno) 2003
- Allt ligger samlat (Tutto è raccolto) 2005
- Någon annanstans i Sverige (Da qualche parte in Svezia) 2007
- Albatross (Albatros) 2009
- Försmådd 2012
- All inclusive 2015
- Enkelrum 2015
- Rum för resande 2016
- Nattsida 2019
- Bormann i Bromma 2021

## Premi e riconoscimenti
- Premio Katapult 1997 per Bakom glas
- Guldbagge Award
  - 2002 - Migliore sceneggiatura di Leva livet
  - 2004 - Candidatura alla migliore sceneggiatura per Evil - Il ribelle
- Premio Ludvig Nordström 2002